# Macouba
Macouba ist eine französische Gemeinde im Übersee-Département Martinique. Sie befindet sich im Norden der Insel und gehört administrativ zum Arrondissement La Trinité. Macouba war bis zu dessen Auflösung 2015 Hauptort (Chef-lieu) des Kantons Macouba.

## Bevölkerung
Die Bewohner von Macouba nennen sich „Macoubétins“ oder „Macoubétines“.
| Jahr      | 1961 | 1967 | 1974 | 1982 | 1990 | 1999 | 2006 | 2011 |
| --------- | ---- | ---- | ---- | ---- | ---- | ---- | ---- | ---- |
| Einwohner | 2142 | 2282 | 1891 | 1695 | 1496 | 1390 | 1307 | 1148 |

## Sehenswürdigkeiten
- Kirche Père Labat